# Greenodd
Greenodd è un villaggio dell'Inghilterra situato nella contea del Cumbria, nella regione del Nord Ovest. Si trova a circa 5 km a nord est di Ulverston. Il nome Greenodd è di origine scandinava: in questo caso il suffisso odd significherebbe "promontorio" (da cui letteralmente "promontorio verde"). La parola odd rimase inoltre parte del dialetto del Lancashire fino ai primi anni del XX secolo.